# 巴拉氏裸胸鱔
巴拉氏裸胸鱔，又稱巴拉氏裸胸鯙，為輻鰭魚綱鰻鱺目鯙亞目鯙科的其中一種，分布於以色列阿卡巴灣海域，棲息深度可達200公尺，體長可達85.7公分，為底棲性魚類，屬肉食性，生活習性不明。

## 擴展閱讀
維基物種上的相關：巴拉氏裸胸鱔